# Соха (единица измерения)
Соха́ — единица податного обложения на Руси, с XIII века по XVII век.
В других источниках указано что Соха́ (стар.) мера земли, неровная, по качеству, по местности и в разные времена; от 600 до 1 800 десятин, или 800 четвертей доброй земли, 1 200 средней, 1 800 худой, в поле; 10 сох новгородских равнялись одной сохе московской, податная единица московского государства до половины XVII столетия.

## История
Очень старое обозначение единицы оклада. Татары брали дань с действительной сохи, как земледельческого орудия при двух — трёх лошадях. В конце XV века новгородская соха равнялась трём обжам. Московская (или большая) соха — 10 новгородским и являлась податным округом разных размеров в различных районах Русского государства.
В 1550 году была установлена новая податная единица, сохранившая старое название «соха». Сохой стали называть определённое количество распаханной земли. Соха делилась на четверти примерно равные 2731,35 м² = 0,273135 га.
Выделялось несколько видов сохи:
1. служи́лая — 800 четвертей лучшей земли;
2. церко́вная — 600 четвертей лучшей земли;
3. чёрная — 400 четвертей лучшей земли.

Земли похуже считалось в сохе больше. По этому различию сох видно, что тяжесть обложения падала на «чёрные сохи», то есть крестьянские, которые при одинаковом качестве земли были обложены вдвое больше служилых и в полтора раза больше церковных. Четверть или четь — это пространство земли, засеянное четвертью ржи, то есть мерой объёма, равной 209,66 литра (согласно статье Русская система мер). Сеяли тогда так, что пространство земли, засеянное двумя четвертями зерна, равнялось десятине.
Чтобы узнать, сколько сох во всём государстве, была устроена перепись и измерение податных земель. Тогда же от подати освободили те четверти, который служилый человек распахивал для себя. Затем, до начала XVII века, крестьянин, живший и работавший на земле служилого человека, как и крестьянин, живший на своей земле или государственной, платили одинаково с каждой четверти распаханной земли, или «живущей», как называли её в те времена. Но в начале XVII века под «живущей четвертью» стали понимать не настоящую четверть распаханной служилой земли, а по несколько целых крестьянских дворов, из которых каждый распахивал не одну четверть.
Это было сделано в интересах служилых людей: на их землях устанавливалась «живущая четверть» в 10 — 16 дворов. То есть, если каждый двор такой четверти распахивал по четыре четверти (две десятины), то в такой «живущей четверти» будет от 40 до 64 действительных четвертей распаханной земли. Следовательно, с 40 или 64 четвертей служилой земли брали столько же, сколько крестьянин, живший на своей или государственной земле, платил с одной.
Подать с посадских взималась тоже по «сохам». Соху составляло определённое количество дворов. Различались сохи «лучших», «средних», «меньших» и «охудалых» посадских людей. Соха лучших людей состояла из 40 дворов, соха средних — из 80, меньших — из 160, «охудалых» — 320 дворов. С каждой сохи взимался одинаковый податной оклад. Следовательно, одну и ту же сумму подати «лучшие» посадские платили с двое меньшего количества дворов, нежели «средние». Возможный недобор с меньших и «охудалых» сох взыскивался с лиц, принадлежащих к сохам «средним» и «лучшим» (так называемая «круговая порука»).

## Замена посошного налога на подворовой
Постепенно посошное налоговое обложение было заменено на подворовое.
Дело в том, что в Смутное время (1598—1613) появились новые способы уклоняться от переписи, что предпопределило упадок налоговой системы:
- Например, посадские люди на время переписи переходили жить к родственникам, а свои дворы объявляли пустующими; нередки были случаи объединения дворов.
- Применялась запись лиц податных сословий в «служилых» — в стрельцы, драгуны, солдаты, которые не платили налогов. В конце концов, правительство вынуждено было запретить принимать на военную службу людей из податных сословий.
- Помещики и вотчинники занижали размеры своих земель и количество крестьян. Иногда сами писцы за взятки уменьшали размеры земли и количество тяглых дворов. После переписи 1627—1628 годов сошные оклады были значительно уменьшены.
- Крестьяне нашли и другую лазейку — через продажу и залог своих земель монастырям, которые «обеляли» эти земли, то есть делали их свободными от налога. После этого крестьяне арендовали свою бывшую землю. Активно шёл процесс закладывания земель и в посадах. В ответ правительство издает ряд указов о запрещении закладничества и продажи тяглых земель беломестцам. Иногда проданные земли просто конфисковались у монастырей[7].

Кроме того население массово убегало на окраины страны: Запорожье, на Дон, в Заволжье, Урал, в Сибирь. Правительство пыталось бороться с этим, рассылая по стране сыщиков, которые должны были возвращать беглецов. В 1671 году орловскому воеводе было предписано устроить на дорогах специальные «сторожи» для поимки и возвращения беглецов. Но это не помогало — многие земли оставались необработанными из-за нехватки крестьян.
Переход к подворной подати имел промежуточную ступень, когда единицей обложения стала так называемая живущая (то есть реально обрабатываемая) четверть.
Идея подворного обложения привлекала многих, так как этот налог был значительно проще, чем посошное обложение.
На Земском соборе 1642 года дворяне и дети боярские просили собирать подати по числу крестьянских дворов: «Деньги и всякие запасы ратным людям имати, сколько за кем крестьянских дворов, а не по писцовым книгам». В 1646 году была проведена общая подворная перепись, которая переводила некоторые виды прямого обложения с сошного письма на дворовое число. Новая подворная перепись (дворы с их обитателями) была проведена в 1678—1679 гг. Порядок раскладки прямых налогов остался прежний: назначался средний подворный оклад подати по числу дворов, а раскладка на каждый двор производилась самими плательщиками. В результате крестьяне стали расширять запашку земель, поступления в казну увеличились.
В результате в 1678—1679 годах соха была заменена дворовым числом. Реформа 6 сентября 1679 г. окончательно заменила посошное обложение подворной податью.